# 高坪镇 (重庆市)
高坪镇，是中华人民共和国重庆市大足区下辖的一个乡镇级行政单位。。2003年天寶鄉並入高坪鄉，2009年由高坪鄉改置高坪鎮。

## 行政区划
- 高坪鄉（10）：瓦店村、高峰村、大興村、新建村、爆花村、玄頂村、青龍村、群樂村、九龍村、茨竹村
- 天寶鄉（6）：冒咕村、三界村、文化村、月台村、丁橋村、新興村

高坪镇下辖以下地区：
青龙社区、高峰村、瓦店村、茨竹村、玄顶村、冒咕村、月台村和新兴村。

### 高坪鄉2003年調整的區劃[4]
- 一、將原高峰村、報花村、大興村合併為一個村，名為高峰村；
- 二、將原瓦店村、新建村合併為一個村，名為瓦店村；
- 三、青龍村、群樂村、九龍村合併為一個村，名為青龍村；
- 四、保留茨竹村、玄頂村及原名。

### 天寶鄉2003年調整的區劃[5]
- 一、將原冒咕村、三界村合併為一個村，名為冒咕村；
- 二、將原文化村、月台村合併為一個村，名為月台村；
- 三、將原丁橋村、新興村合併為一個村，名為新興村。

2010 年改青龍村為社區